# 九棵树街道
九棵树街道是北京市通州區中部的一个街道， 于2020年9月成立。
管辖范围东北至张采路，东北至九棵树东路，南至云景南大街，西至翠屏西路，北至通朝大街。